# Jelenská jeskyně
 Jelenská jeskyně je přírodní památka v katastrálním území obce Trenčianske Teplice v okrese Trenčín v Trenčínském kraji na Slovensku. Vyhlášena byla v roce 1994. Předmětem ochrany je volně přístupná jeskyně. Jeskyně vznikla erozní činností vod podél tektonické pukliny severovýchodního směru. Její délka je 27 metrů, končí hliněným sifonem. V jeskyni jsou malé náznaky krasových útvarů. Přebývají zde netopýři. Nejpočetnějšími obyvateli jsou pavouci.